# Velfærdskommissionen
Velfærdskommissionen var en dansk kommission der blev nedsat 23. september 2003, af Regeringen Anders Fogh Rasmussen I.[kilde mangler]
Sekretariatet arbejdede i perioden januar 2004 til januar 2006.
"Målet er at få et grundlag for en bred og offentlig debat, og som forberedelse af de nødvendige beslutninger har Velfærdskommissionen til opgave at udarbejde en dybtgående analyse af opgavens omfang og mulige reformforslag" samt "at sikre grundlaget for social tryghed og balance samt et velfungerende velfærdssystem i fremtiden." Kommissionen var sammensat af en formand og otte medlemmer, som var personligt udpeget af statsministeriet.

## Medlemmer
- Torben M. Andersen, formand, professor, Institut for Økonomi, Aarhus Universitet.
- Stine Bosse, koncernchef, TrygVesta
- Jørgen Elmeskov, vicedirektør, OECD
- Bente Hyldahl Fogh, direktør, Praktiserende Lægers Organisation
- Birgitte Hansen, direktør, Slotsholm A/S
- Peter Højland, bestyrelsesformand, Transmedica A/S
- Jørn Henrik Petersen, professor, Center for Velfærdsstatsforskning, Syddansk Universitet
- Nina Smith, professor, Handelshøjskolen i Århus
- Jørgen Søndergaard, direktør, Socialforskningsinstituttet

Dele af fagbevægelsen har fremsat kritik overfor sammensætningen af 'Velfærdskommissionen', eftersom kommissionen ikke rummer repræsentanter fra lønmodtagerne.

## Slutrapport
Den 7. december 2005 offentliggjorde Velfærdskommissionen sin slutrapport, Fremtidens velfærd – vores valg. I rapporten foreslog kommissionen en række tiltag for at fremtidssikre det danske velfærdssamfund:
- Udfasning af efterlønnen. Efterlønsalderen skal øges med fire måneder om året fra 2009 og tilgangen helt stoppes i 2028.
- Hævelse af folkepensionsalderen med én måned om året fra 2013
- Tidligere skolestart, målretning af 10. klasse og bonus for hurtig uddannelse for at få unge hurtigere på arbejdsmarkedet.
- Øget indsats for at få unge arbejdsløse i arbejde. Reglerne for arbejdsløse under 25 skal gælde for arbejdsløse under 30, og unge arbejdsløse uden uddannelse skal have pligt til at tage en uddannelse.
- Dagpengeperioden forkortes fra fire til to et halvt år
- Øgede omskolingsmuligheder
- Øget indsats for langvarige kontanthjælpsmodtagere
- Indførelse af oplæringsstillinger
- Styrket satsning på uddannelse i bredden, bl.a. ved i grundskolen at styrke læseundervisning og indføre obligatorisk heldagsskole for de 6-9-årige
- Indførelse af en integrationseksamen for indvandrere, så de får permanent opholdstilladelse og ret til kontanthjælp efter denne. Eksamen skal bestås ved at være i ordinær beskæftigelse i to år og bestå en prøve i dansk eller engelsk.
- Indførelse af et pointsystem for udlændinge, der ønsker at bosætte sig i Danmark. Uddannelse, sprogfærdigheder, erhvervserfaring, passende alder og ansættelsesforhold skal give point, og ved tilstrækkelig mange point kan man få lov til at bosætte sig i Danmark for en tidsbegrænset periode. Systemet skal ikke gælde flygtninge.
- Brugerbetaling på kandidatuddannelser, der dog først bliver reel, hvis man efter endt uddannelse bosætter sig i udlandet.
- Tiltag for at minimere gruppen af fattige ældre, bl.a. ved indførelse af obligatorisk pensionsopsparing
- Udfasning af en del særordninger for ældre, dvs. ydelser, der udløses af, at man har nået en bestemt alder og ikke af et bestemt behov.
- Reduceringen af børnechecken, hvor besparelsen bruges på børnenes uddannelse
- Indførelse af brugerbetaling på sundhedsområdet, så der bliver en indkomstafhængig betaling for besøg hos praktiserende læger, speciallæger, vagtlæger, skadestuer og når man modtager ambulant behandling eller bliver indlagt på sygehus. Desuden skal alle betale for den første times hjemmehjælp hver måned, og personer med indtægter ved siden af folkepensionen skal betale mere, dog maksimalt for fem timer om måneden.

Velfærdskommissionen fremlagde også deres bud på en skattereform:
- Mellemskatten fjernes
- Topskattegrænsen øges til 400.000 kr. og topskattesatsen hæves fra 15 til 17 procent
- Beskæftigelsesfradraget øges til 11 pct. med maks. skatteværdi på 15.000 kr.
- Ensartet beskatning af kapitalindkomst på 33 procent
- Selskabsskatten sænkes fra 28 pct. til 25 pct
- Ejendomsværdiskatten øges fra 1,0 pct. til 1,5 procent
- Ejendomsværdiskat på 1,5 procent af friværdi i andelsboliger
- Børnechecken sænkes til 7.500 kr. om året for børn af alle aldre
- Brugerbetaling på sygdom på maksimalt 1,0 pct. af bruttoindkomst

## Reaktioner
Egentligt var det meningen, at velfærdskommissionens rapport skulle være baggrund for en række reformer, der i fremtiden skal sikre det danske velfærdssamfund; men allerede kort efter rapporten kom ud, blev den skudt ned fra flere sider. Statsminister Anders Fogh Rasmussen sagde på et pressemøde få timer efter offentliggørelsen, at de dele af rapporten, der havde med ting som skat og brugerbetaling at gøre, ikke vil komme med i de fremtidige velfærdsforhandlinger.
Ved offentliggørelsen af rapporten blev den mødt med kritik fra flertallet af Folketingets partier. Daværende statsminister Anders Fogh Rasmussen afviste 41 af de 43 forslag på et pressemøde få timer efter offentliggørelsen, men nævnte forslagene om integration og en justering af tilbagetrækningsalderen fra arbejdsmarkedet som mulige udgangspunkter for en kommende velfærdsreform.  Han tilføjede:
”Vi skal fokusere på det centrale – dét, som betyder noget for den udfordring, vi står over for.”
Pia Kjærsgaard udtalte, at små ændringer måske ville komme på tale; men ellers kunne man for hendes skyld godt smide rapporten i skraldespanden.  Marianne Jelved var den eneste, der generelt udtrykte sig positivt om rapporten, mens Socialdemokraterne var enige i flere af kommissionens forslag, men samtidig fremhævede, at efterlønnen skulle bevares.  De Konservative roste kommissionens arbejde, men troede ikke på, at det ville få realpolitisk effekt. 
Blandt diverse organisationer udtalte bl.a. Dansk Handel & Service sig positivt, mens Dansk Industri og Dansk Arbejdsgiverforening gerne så at dele af reformen blev implementeret hurtigere end velfærdskommissionen foreslår. Blandt fagforeninger var der generelt skepsis overfor forslaget om fjernelsen af efterlønnen, mens man så positivt på forøgelse af boligbeskatningen. Den skarpeste kritik af udspillet kom fra Per Schultz-Jørgensen formand for den alternative Velfærdskommission, som mente at velfærd er for alvorlig en sag til udelukkende at overlade til økonomer og som derfor opfordrede til at der blev lavet en ny officiel rapport om den danske samfundsmodel.
En række erhvervsledere kommenterede også rapporten, og generelt mente de at det var en rigtigt fornuftig rapport, men efterlyste politisk vilje til rent faktisk at gennemføre forslagene. Jess Søderberg fra A.P. Møller-Mærsk sagde f.eks. Jeg synes, at det er sørgeligt, hvis der nu går så megen politik i de udfordringer, der ligger foran os, at vi ikke i tide får vendt udviklingen. Samtidigt sagde Eric Rylberg fra ISS at: Jeg venter, at mange af forslagene gennemføres, da det ellers vil være en politisk falliterklæring.
Den tidligere overvismand Christen Sørensen var ikke imponeret, men karakteriserede rapporten som "sjusket" og "fuld af fejl". 